# Новинка (Тороповский сельсовет)
Новинка — деревня в Бабаевском районе Вологодской области.
Входит в состав Тороповского сельского поселения, с точки зрения административно-территориального деления — в Тороповский сельсовет.
Расстояние по автодороге до районного центра Бабаево составляет 33 км, до центра муниципального образования деревни Торопово — 7 км. Ближайшие населённые пункты — Лебедево, Любочская Горка, Ярцево.
Население по данным переписи 2002 года — 15 человек.